# Wplace
Wplace 是一个协作式像素艺术网站，2025年7月21日发布。用户可以在全球地图上，通过更改单个像素的颜色来共同创作。网站灵感来自 Reddit 曾推出的集体创作项目 r/place。

## 概览
在Wplace中，用户可以在以世界地图为背景的线上画布上进行创作，画布总像素数量约四万亿。每位用户的初始像素池可装60个像素，使用像素后，每30秒会恢复一个，直至像素池装满。网站拥有排行榜，显示哪个国家或区域拥有的像素最多。截至8月7日，巴西以超5亿像素位居排行榜首位。由于用户完成自己的图案时可能会破坏其他人的创作，平台上会频繁出现“像素战争”。
网站虚拟货币叫“水滴”（Droplets），用户可通过放置像素或升级获得，“水滴”可购买像素点、提升像素池的像素上限、修改个人资料、在个人资料中添加国旗。如果用户在与其所选国旗相对应的国家区域作画，可返还 10% 的像素消耗。
Wplace在上线四天内吸引了一百万用户，并在TikTok、Reddit 和 Twitter平台上广泛传播，其中德国和巴西的用户尤为活跃。由于在线用户数量庞大，网站已出现多次技术问题，包括排行榜无法显示、新用户无法注册、已登录用户时常掉线等。

## 内容

### 流行文化
用户在 Wplace 上创作了大量与电子游戏、动画、迷因和网络文化相关的图像。常见题材包括《原神》、《空洞骑士》、《崩坏：星穹铁道》、《星之卡比》、《守望先锋》、《女神异闻录》、《刺猬索尼克》、《马力欧》、《传说之下》、《星露谷物语》、《绝区零》等。其中，《三角符文》相关系列的作品较多，有报道称它“在网站上泛滥成灾”。

### 媒体行动主义
部分用户用 Wplace 表达政治或社会诉求，比如在北京有大量六四事件相关图案，在加沙地带有大量支持声援巴勒斯坦的相关图案。有用户会在公司总部的位置画上抗议图案。例如，部分龙腾世纪玩家通过 Wplace 绘制像素画，表达对 EA（龙腾世纪发行商）拒绝让开发商 BioWare 推出该系列重制版的不满与抗议。同时，平台上也有支持跨性别群体的艺术作品。在南美洲，來自哥倫比亞與秘魯的使用者則透過行動藝術表達對聖塔羅莎島主權爭議的立場。